# 奧格斯特馬特峰
奧格斯特馬特峰（Augstmatthorn），是瑞士的山峰，位於該國中部，由伯恩州負責管轄，屬於埃默河谷山的一部分，海拔高度2,137米，每年平均降雨量1,703毫米。